# Santissimo Crocifisso, Urbania
A igreja do Santissimo Crocifisso ou Chiesa dell'Ospedale é uma igreja católica romana de estilo barroco em Urbania, região de Marcas, Itália.

## História
A igreja, antes chamada de Oratório della Neve, foi documentada no século XV. Foi remodelada no século XVII pelos monges dos Caracciolini (da ordem de San Francesco Caracciolo). O convento adjacente agora se tornou o principal hospital da cidade.

A igreja ainda abriga suas obras de arte: a Crucificação e a Madona com o Menino, ambas (1604) atribuídas a Federico Barocci. A igreja já sepultou o último duque de Urbino, Francesco Maria II della Rovere, que morreu em 1631. No entanto, as relíquias foram perdidas do local.